# Żona fil-Baħar fil-Lvant
Żona fil-Baħar fil-Lvant este o arie protejată (arie de protecție specială avifaunistică — SPA) din Malta întinsă pe o suprafață de 62.508,79 ha, integral marine.

## Localizare
Centrul sitului Żona fil-Baħar fil-Lvant este situat la coordonatele 35°49′55″N 14°44′32″E / 35.8319°N 14.7423°E.

## Înființare
Situl Żona fil-Baħar fil-Lvant a fost declarat arie de protecție specială avifaunistică în noiembrie 2016 pentru a proteja 2 specii de animale.

## Biodiversitate
Situată în ecoregiunea marină mediteraneană, aria protejată nu include niciun habitat protejat.
La baza desemnării sitului se află mai multe specii protejate de  păsări (2): Calonectris diomedea, Hydrobates pelagicus.